# 毛萼蔷薇
毛萼蔷薇（学名：Rosa lasiosepala），为蔷薇科蔷薇属下的一个种。

## 扩展阅读
維基物種上的相關：毛萼蔷薇